# 帕塞拉诺马尔莫里托
帕塞拉诺马尔莫里托（義大利語：Passerano Marmorito），是意大利阿斯蒂省的一个市镇。总面积12.09平方公里，人口450人，人口密度37.2人/平方公里（2009年）。ISTAT代码为005082。

## 友好城市
- 法國博瓦桑 2011年